# Hohlweilermühle
Hohlweilermühle (fränkisch: Hohlwala Mühl bzw. Wahla Mühl) ist ein Gemeindeteil der Stadt Scheinfeld im Landkreis Neustadt an der Aisch-Bad Windsheim (Mittelfranken, Bayern). Hohlweilermühle liegt in der Gemarkung Grappertshofen.

## Lage
Die Einöde liegt am Westhang des Weilerberges. Eine Gemeindeverbindungsstraße führt nach Scheinfeld (0,8 km nördlich) bzw. nach Hohlweiler zur Staatsstraße 2421 (0,5 km südwestlich). Etwas weiter im Osten fließt die Scheine, die einen Kilometer weiter südlich mit der Bibart zum Laimbach zusammenfließt.

## Geschichte
Der Ort wurde als „Weylermühle“ erstmals im Jahr 1445 als Castell’sches Lehen erwähnt, 1457 wurde sie an die Schwarzenberger verkauft. Mehrmals war sie auch im Besitz der Stadt Scheinfeld. Bis Ende des 19. Jahrhunderts gab es zusätzlich zur Getreidemühle ein Sägewerk, eine Bäckerei und eine große Landwirtschaft. Der Mühlbach wurde später abgegraben und das Anwesen anderweitig oder nicht genutzt. Mittlerweile sind die Gebäude wieder restauriert.
Im Rahmen des Gemeindeedikts (frühes 19. Jahrhundert) wurde Hohlweilermühle dem Steuerdistrikt Scheinfeld und der Ruralgemeinde Grappertshofen zugeordnet. Am 1. Januar 1972 wurde Hohlweilermühle im Zuge der Gebietsreform in Bayern nach Scheinfeld eingemeindet.

### Ehemaliges Baudenkmal
- Verputztes Mühlenhaus, Mitte des 19. Jahrhunderts. Zweigeschossig mit massiven Erdgeschoss; Obergeschoss und zweigeschossiger Giebel zu vier Achsen mit Fachwerk. Durch den heutigen Keller floss der heute trockengelegte Mühlbach; im aufgefüllten Graben kegelförmiger Mühlstein.[10]

### Einwohnerentwicklung
| Jahr      | 001818 | 001836 | 001840 | 001861 | 001871 | 001885 | 001900 | 001925 | 001950 | 001961 | 001970 | 001987 |
| Einwohner | 8      | 9      | 8      | 6      | 10     | 13     | 2      | 4      | 7      | 3      | 5      | 4      |
| Häuser    | 1      | 2      | 1      |        |        | 2      | 1      | 1      | 1      | 1      |        | 1      |
| Quelle    | [ 7 ]  | [ 12 ] | [ 13 ] | [ 14 ] | [ 15 ] | [ 16 ] | [ 17 ] | [ 18 ] | [ 19 ] | [ 20 ] | [ 21 ] | [ 22 ] |

## Religion
Hohlweilermühle ist seit der Reformation evangelisch-lutherisch geprägt und bis heute nach St. Peter und Paul (Oberlaimbach) gepfarrt.